# Contaminación del Lago de Maracaibo

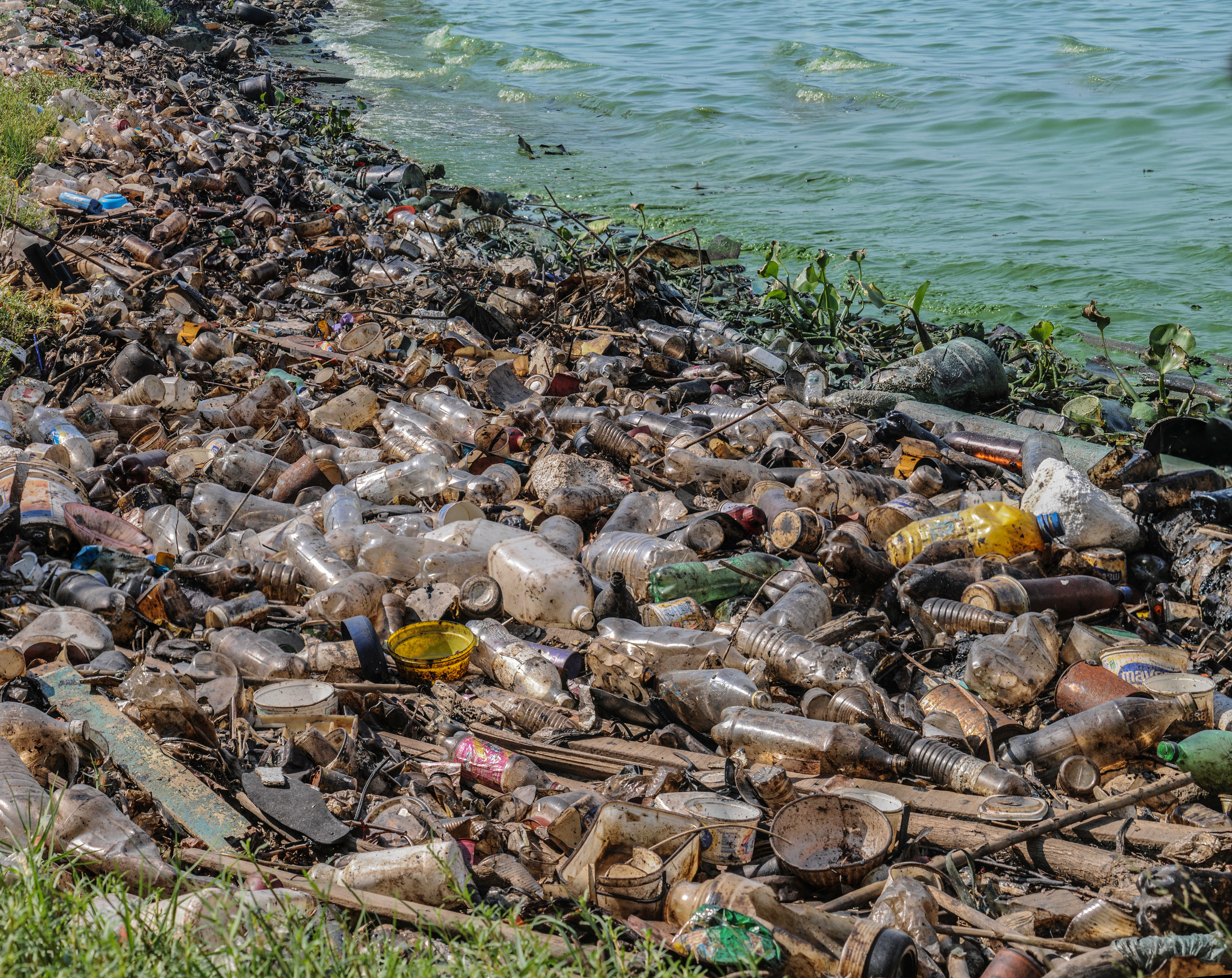
Aguas del lago de Maracaibo contaminadas por Lemna y desperdicios.

La Contaminación del Lago de Maracaibo se refiere al fenómeno de deterioro de la calidad de esta masa de agua que se encuentra en el estado Zulia al occidente de Venezuela. Desde hace más de un siglo, las aguas del Lago de Maracaibo han recibido alta carga de contaminantes de diferente naturaleza y origen, los cuales han causado severos daños a la biodiversidad acuática y terrestre, y afectado la salud y economía de diversas comunidades que tienen en el lago su medio de vida. En el presente, los problemas ambientales del lago y sus áreas costeras se han incrementado debido a los continuos derrames de petróleo y a la enorme cantidad de basura acumulada en sus orillas. El lago de Maracaibo se ha convertido en el más grande vertedero contaminado del planeta.

## Historia
El desarrollo no planificado de la Región Zuliana trajo consigo la explotación masiva del Lago de Maracaibo de forma irresponsable hasta el punto que en la actualidad gran parte de su extensión se encuentra plagada de Lemna.

## Tipo y origen de los principales contaminantes del Lago de Maracaibo
Los contaminantes mayoritarios que están presentes en las aguas del lago son los siguientes:
- Residuos petroleros: ocasionados por derrames debidos a fracturas en las tuberías y en las actividades de extracción y transporte de crudo.
- Residuos petroquímicos: los cuales se generan en el área de El Tablazo, muchos de ellos de tipo eutroficantes o de acción tóxica y persistente, como fenoles, mercurio, compuestos fosfatados y nitrogenados.
- Descargas térmicas de ríos, como el Paraguachón y el Táchira, cuyas aguas son utilizadas para la producción de energía eléctrica.
- Residuos orgánicos y fertilizantes: acarreados por los ríos y drenajes pluviales de las áreas agropecuarias de la región.
- Residuos líquidos domésticos: descargados directamente al lago o sobre sus tributarios.
- Residuos líquidos industriales: todos ellos evacuan directamente al lago, provenientes de industrias localizadas en los márgenes y de otras que drenan sus residuos en los ríos de la hoya hidrográfica del lago.

### Residuos de petróleo y derivados

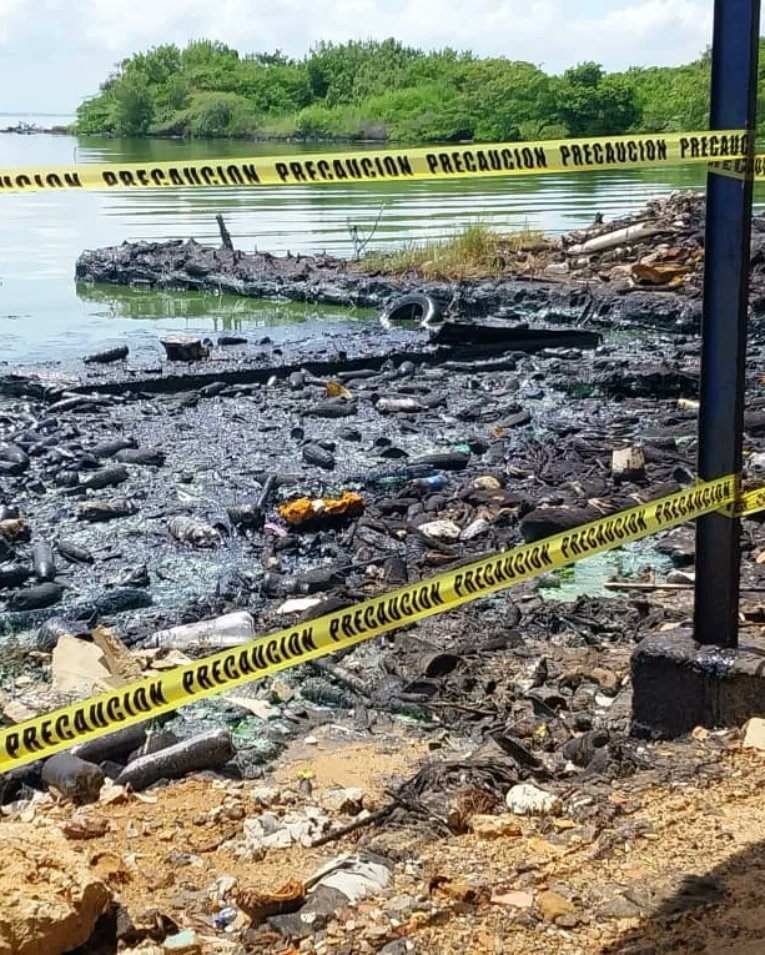
Residuos sólidos a orillas del lago en Julio de 2023
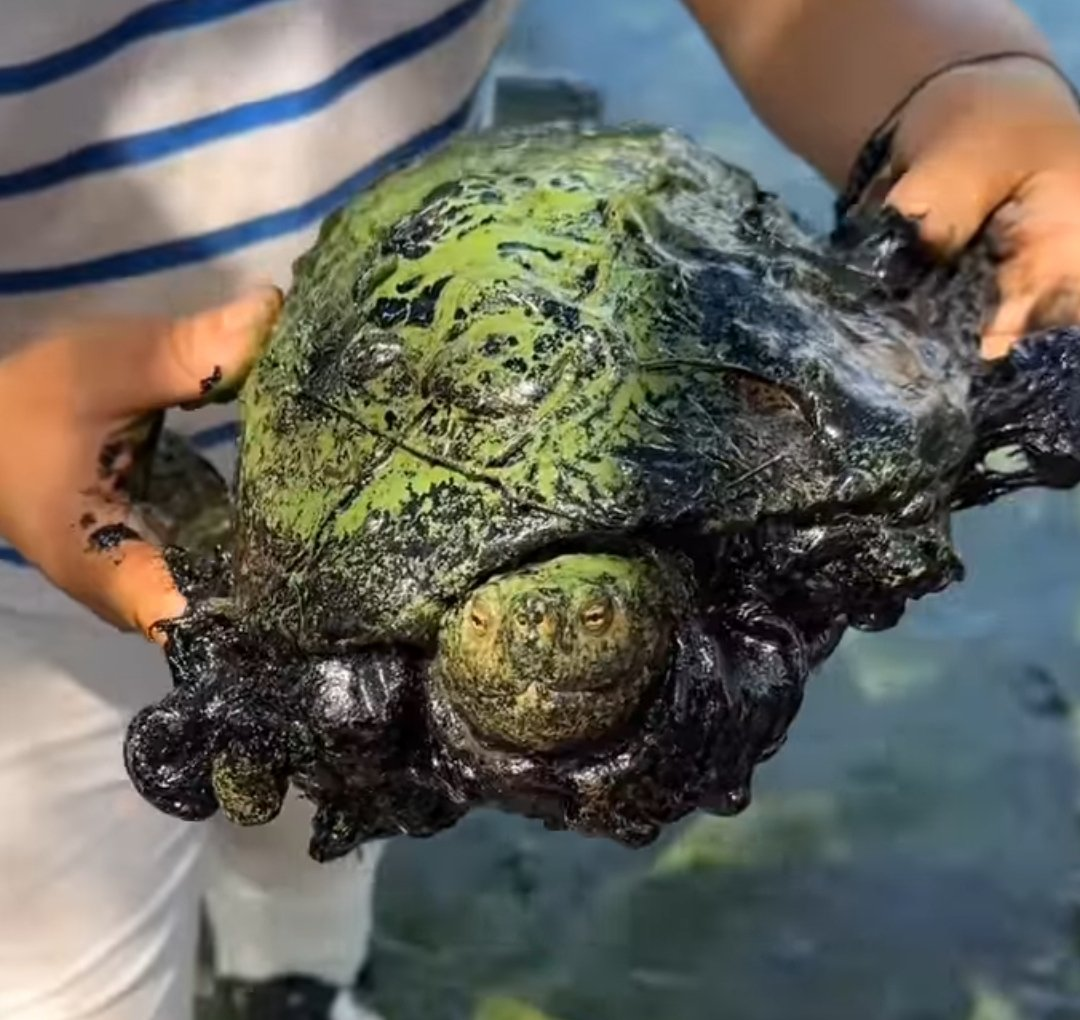
Tortuga contaminada con petróleo
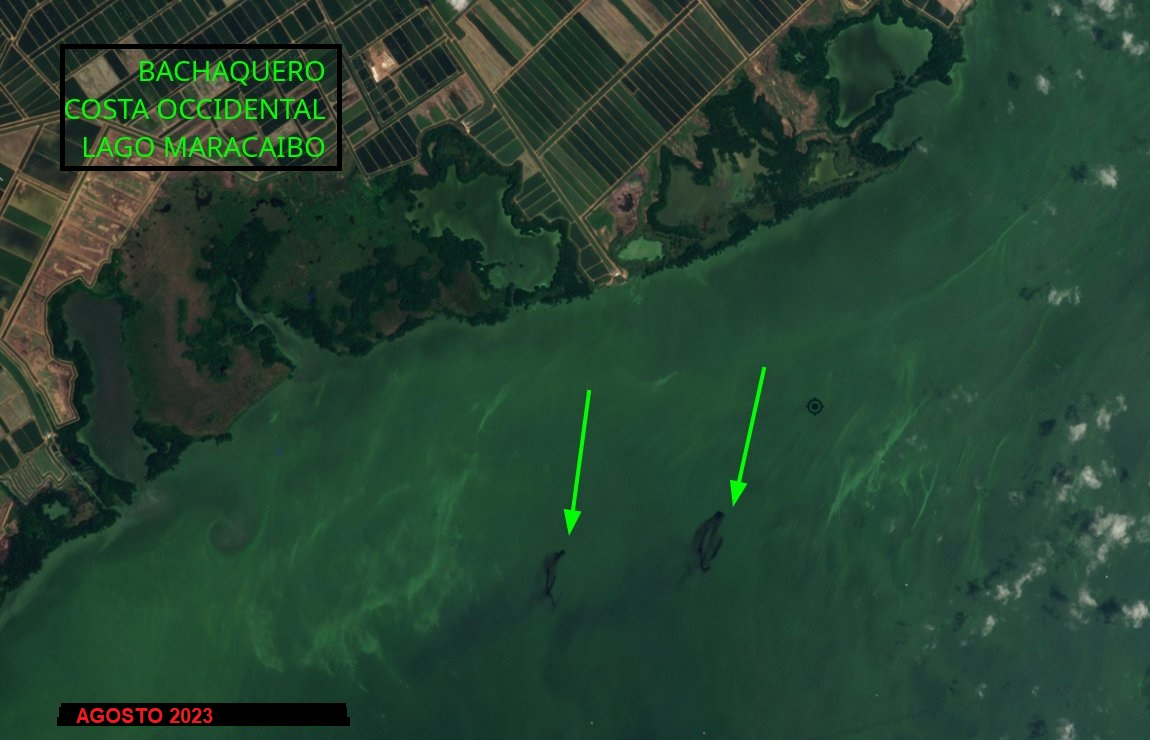
Las flechas verdes apuntan hacia derrames petroleros en el Lago de Maracaibo, en Venezuela. Se desconoce la fecha de ambos derrames.
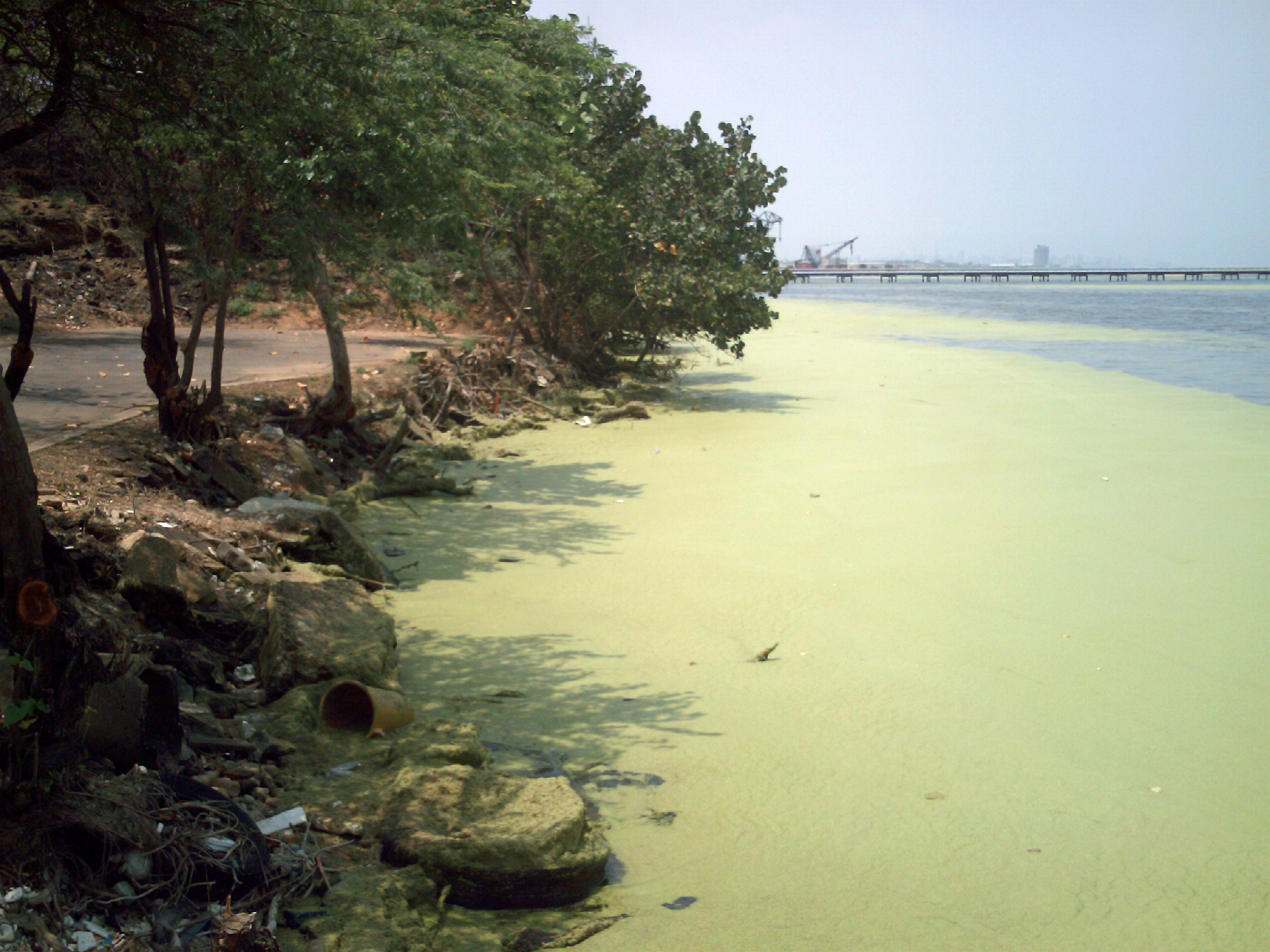
Aguas del lago de Maracaibo en Venezuela, contaminadas por Lemna minor.

En esta denominación se incluyen el petróleo y diversas sustancias químicas y materiales derivados de la industria petrolera (kerosone, gasolina, aceite mineral, diésel, brea, coque, plástico, etc.).
Los derrames de petróleo han sido una constante fuente de contaminación de las aguas del Lago de Maracaibo. Desde las primeras décadas del siglo XX, casi desde el mismo inicio de la actividad petrolera, se vienen registrando eventos contaminantes, causantes del deterioro de la calidad de las aguas del Lago, del paisaje natural lacustre y el ambiente natural.  
Un estudio del 2011, en el que se analizaron muestras de agua colectadas en las estaciones "Tía Juana", "Lagunillas"  y "Ceuta", da cuenta de la alta concentración de hidrocarburos totales, los cuales superan ampliamente los rangos máximos permitidos, establecidos en las “Normas para la Clasificación y el Control de la Calidad de los Cuerpos de Agua y Vertidos o Efluentes Líquidos para los Cuerpos de Agua (Decreto 883).

### Sustancias químicas y metales pesados
Las aguas y los sedimentos del Lago contienen variedad de compuestos químicos y metales pesados de alta toxicidad en concentraciones significativas. La mayoría de estas sustancias provienen de la industria petroquímica, industrias varias, actividad agropecuaria y aguas residuales de origen doméstico e industrial, que llegan, principalmente, a través de los ríos y canales de desagüe que vierten sus aguas en el lago.
Entre el grupo de contaminantes químicos presentes tanto en agua como en sedimentos se destacan: fenoles, fosfatos, nitratos, nitritos y los metales pesados: arsénico (As) hierro (Fe), Mercurio (Hg), cadmio (Cd), cobre (Cu), vanadio (V), plomo (Pb), bario (Ba), níquel (Ni), zinc (Zn) y cromo (Cr).
Según el estudio de Moronta et al, en las muestras de agua tomadas en las estaciones de muestreo Tía Juana y Lagunillas se detectaron concentraciones de nitritos más nitratos superiores a los valores límites permisibles. En las estaciones Ceuta y Tía Juana las concentraciones de Fe y Pb en las medidas de fondo, exceden los límites permisibles para calidad de agua. Las mayores concentraciones de As, Ba, Pb y Zn se encontraron en las muestras de sedimento de la estación Ceuta, y las máximas concentraciones de Cr y V se detectaron en la estación Tía Juana. De acuerdo con los autores, las estaciones de muestreo Tía Juana, Lagunillas y Ceuta coinciden espacialmente con las áreas de intensa actividad petrolera, agroindustrial, agropecuaria, comercial y humana de la zona.
Altas concentraciones de metales pesados se encontraron en sedimentos de zonas costeras ubicadas, principalmente, hacía la zona sur del lago. La zona sur del lago se considera crítica debido a las altas concentraciones de V, Pb y Ni detectadas. En esta zona se descargan las aguas de los ríos Santa Ana, Catatumbo, Escalante, Chama y Motatán, los cuales arrastran residuos de origen diverso.

### Aumento de la concentración de sales
La salinidad es una medida de la concentración de sales disueltas presentes en agua o suelo. Se expresa como gramos, porcentaje o ppm de sales presentes por unidad de peso o volumen de agua o suelo.
El aumento de la concentración de sales en las aguas del Lago de Maracaibo ha sido un proceso continuo y gradual. Desde 1956, la salinidad se ha incrementado considerablemente, y ha convertido las aguas del lago en no aptas para consumo humano. Así mismo, el exceso de sales ha ocasionado efectos negativos en los ecosistemas lacustres, con fuertes impactos en la biodiversidad acuática y costera.
Aunque se observó la tendencia al incremento, un estudio publicado en el 2014 indica que la salinidad promedio del agua del lago en la zona mezclada o epilimnion se redujo de 2,06% en agosto-septiembre 2011 a 1,98% en febrero 2012 y a 1,84% en abril-mayo 2012;  lo que, según los autores fue debido, probablemente, a la alta variabilidad climática durante el periodo de mediciones.
Los ríos Limón, Palmar, Santa Ana, Catatumbo, Escalante, Chama, Motatán, Misoa, Machango y Pueblo Viejo aportan un 80% de agua dulce al Lago de Maracaibo, y acarrean importantes cantidades de nitrógeno y fósforo. Estos elementos son favorables para el proceso de eutrofización del lago.

## Efectos derivados de la contaminación de las aguas y zonas costeras del Lago de Maracaibo

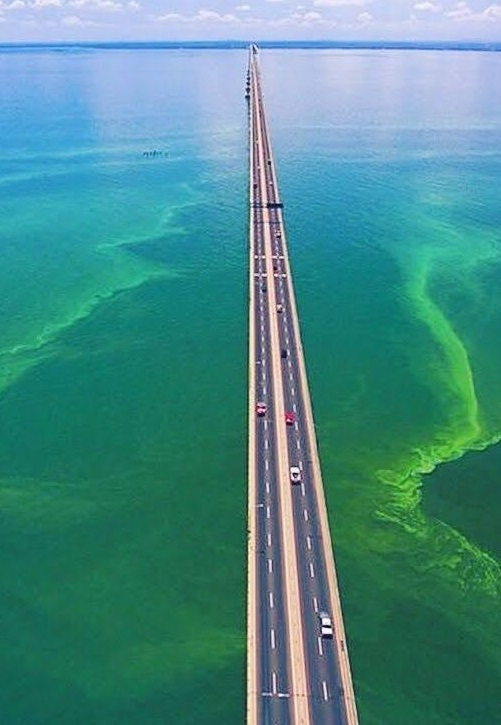
El color del gua se debe a la Lemna, de fondo el Puente General Rafael Urdaneta. Agosto de 2023

La Lemna o Lenteja de Agua, es una planta acuática que crece en ambientes ricos en nitrógeno, elemento que ha sido incorporado al Lago de Maracaibo por los departamentos de Aguas Servidas de la compañía hidrológica local (Hidrolago) al verter las aguas negras sin tratar al lago. Se ha tratado de vincular la aparición de la Lemna a los desperdicios de las industrias asentadas en las márgenes del Lago, aunque la contaminación causada por las excretas de más de 5 millones de personas que habitan sus riveras es el peor de sus males.
Los innumerables derrames ocurridos en el Lago de Maracaibo debido a desperfectos mecánicos ocasionados por fallas de mantenimiento de las instalaciones petroleras han traído como consecuencia que no se pueda utilizar el lago como fuente de abastecimiento de agua, la disminución de su fauna y flora y la disminución de su potencial como fuente de esparcimiento y recreación.
Otras fuentes de contaminación son la reciente explotación de carbón mineral, además de que las denominadas cañadas pasan de ser un simple cause de drenaje natural a depósito de basura lanzada por la población, lo que ocasiona que las aguas arrastren los desechos al lago, pues las ciudades que están en sus costas no han sido dotadas de sistemas de tratamiento de efluentes que realmente coadyuven con el problema que se le genera al lago (pues hasta de las ciudades colombianas le llegan desechos a través de los ríos, debido a que el lago es una cuenca de aguas abajo).
Como consecuencia directa del deterioro se ha hecho presente la Lemna, que impide el paso de la luz solar y a su vez el ciclo de vida de las especies que habitan el Lago de Maracaibo, modificando drásticamente el ecosistema, acabando con las algas y plantas situadas en el fondo, que se ven impedidas de realizar su proceso de fotosíntesis por falta de luz. Cuando la Lemna muere deja como resultado emisiones tóxicas y malolientes que ocasionan enfermedades de todo tipo a la población que habita en la costa y transita las cercanías, especialmente a los pescadores.
Se ha determinado que el problema no es la eliminación de la Lemna sino erradicar los factores que hacen que la misma aparezca, como lo son los derrames petroleros, el carbón mineral y los desechos de todo tipo arrojados al lago por personas y empresas irresponsables.
En la década de 1960, debido al  auge petrolero, la saliente del lago fue expandida para recibir  buques de gran calado sin realizar un estudio de impacto ambiental. Al pasar de los años esto afecto la salinidad del lago, acabando con más del 70 % del ecosistema aún sensible que existía en la zona. Buscando una forma de apalear el problema, compañías petroleras construyeron una isla artificial en la saliente, lo que ocasionó un desgaste mayor. Otra consecuencia de la mala práctica y aplicación del boom petrolero fue el calado de canales para brindar acceso a buques hiperpetroleros; es importante señalar que para realizar estos canales se debe raspar el lecho marino con hiper máquinas excavadoras.
El resultado se evidencia en un lago insalubre, que proporciona recurso pesquero contaminado. El principal recurso pesquero de la zona es el camarón, que se alimenta principalmente de los excrementos vertidos al lago. Existen otras especies casi desaparecidas que han sobrevivido en las salientes del lago; una de ellas es el bocachico que se vende en las principales pescaderías de la zona aun estando contaminado.
En los últimos años, la basura y los desechos de plásticos han empeorado la contaminación del Lago, principalmente por desechos residenciales como bolsas, botellas de plástico y de vidrio, cauchos viejos, entre otros.Se estimó que en 2023 se recolectaron 135.000 toneladas de desechos sólidos del lago.